# ケリー・レイド
ケリー・レイド（Kerry Reid, 1947年8月7日 - ）は、オーストラリア・モスマン出身の元女子プロテニス選手。1977年の全豪オープン女子シングルス優勝者で、1972年全米オープンの準優勝もある。女子ダブルスでも1968年の全豪選手権（当時の名称）と1978年のウィンブルドンで優勝した。フルネームは Kerry Ann Melville Reid （ケリー・アン・メルビル・レイド）という。旧姓は「ケリー・メルビル」（Kerry Melville）というが、ラズ・レイド（Raz Reid）と結婚した。種々のテニス文献の中でも、彼女の名前表記はさまざまに異なっているが、本記事では1977年全豪オープン優勝時の、最も広く知られた「ケリー・レイド」を見出しとして記載する。WTAツアーでシングルス通算22勝、ダブルス12勝を挙げた。身長166cm、体重57kg、右利き。

## 来歴
ケリー・メルビルの選手生活の最初期は、テニス史上最大の転換期である「オープン化措置」（テニス4大大会にプロ選手の出場を解禁すること）の実施と重なっていた。この措置が実施された1968年以後の時代を、テニスの「オープン化時代」（Open Era）と呼び、それ以前の時代とは明確に区別している。オープン化時代が始まる前から、ケリー・メルビルは1966年に「全米クレーコート選手権」の女子ダブルス部門で優勝し、1967年から女子テニス国別対抗戦「フェデレーション・カップ」（現在の名称はフェドカップ）のオーストラリア代表選手となった。1968年から「オープン化措置」が実施され、地元オーストラリア開催の4大大会は1969年から「全豪オープン」の名称となる。その翌年、1970年の全豪オープンでケリー・メルビルは初めての女子シングルス決勝に進出したが、マーガレット・コートに 1-6, 3-6 で敗れて準優勝に終わっている。（コートはこの勝利を皮切りに、女子テニス史上2人目の「年間グランドスラム」への道を歩み始めた。）1972年の全米オープンでは、2度目の4大大会決勝進出でビリー・ジーン・キングに 3-6, 5-7 で敗れ、ここでも準優勝で止まった。その後、彼女は同じテニス選手のラズ・レイドと結婚した。
1977年の全豪オープンは、年頭の1月開催と年末の12月開催の2度行われた。コート夫人に決勝で敗れてから7年後、既婚選手となったケリー・メルビル・レイドは年頭の1月開催の大会で優勝を果たし、決勝で同じオーストラリアのダイアン・フロムホルツを 7-5, 6-2 で破った。年末の12月開催の大会では、出産から復帰したばかりのイボンヌ・グーラゴング・コーリーに準決勝で敗れ、大会2連勝を逃した。
その他の4大大会シングルス成績は、1967年の全仏選手権（この年はまだ「オープン大会」ではなかった）と1974年のウィンブルドンでベスト4進出がある。全仏でベスト4に入った時のケリー・メルビルはまだ19歳の少女で、準決勝で地元フランスのフランソワーズ・デュールに 6-8, 3-6 で敗れた。全仏オープンからは早く撤退し、最後の出場は1972年の4回戦敗退であった。1974年のウィンブルドンでは準決勝で第2シードのクリス・エバートに 2-6, 3-6 で敗れたが、その勝ち上がりの過程では1回戦でオランダのベティ・ストーブに勝ち、3回戦で日本の沢松和子選手を破っている。
ケリー・メルビル・レイドは4大大会の女子ダブルスでも、1968年の全豪選手権（当時の名称）と1978年のウィンブルドンで優勝している。テニス4大大会が「オープン化措置」のもとで開かれるようになったのは、1968年の全仏オープン以後であるため、メルビルが同じオーストラリアのカレン・クランツケとのペアで優勝した大会は「全豪選手権」の名称であり、「オープン化時代」に入る前の最後のイベントであった。それから10年後、レイドは1978年のウィンブルドンでウェンディ・ターンブルとペアを組んで優勝した。夫のラズ・レイドとの混合ダブルスでは、1977年のウィンブルドンでベスト8に入っている。
レイドは1979年までフェデレーション・カップのオーストラリア代表選手を務め、この年を最後に競技生活の第一線から退いた。その後、1983年から1985年まで4月のアメリカ・サウスカロライナ州「ヒルトンヘッド」大会のみに出場したが、1985年4月のヒルトンヘッド大会を最後に現役を引退した。

## 4大大会優勝
- 全豪オープン 女子シングルス：1勝（1977年）/女子ダブルス：2勝（1968年・1977年） ［1977年の女子シングルス優勝は、1月開催、女子ダブルス優勝は12月］
- 全仏オープン 女子ダブルス：1勝（1978年）

| 年     | 大会         | 対戦相手               | 試合結果 |
| ------ | ------------ | ---------------------- | -------- |
| 1977年 | 全豪オープン | ダイアン・フロムホルツ | 7-5, 6-2 |